# هنریک تالین
هنریک تالین (انگلیسی: Henrik Tallinder؛ زادهٔ ۱۰ ژانویهٔ ۱۹۷۹) بازیکن هاکی روی یخ اهل سوئد است.